# (14598) Larrysmith
(14598) Larrysmith (1998 SU60) – planetoida z pasa głównego asteroid okrążająca Słońce w ciągu 3,16 lat w średniej odległości 2,15 j.a. Odkryta 17 września 1998 roku.